# Hình tượng con voi trong văn hóa
Con voi là đối tượng của miêu tả trong nhiều nền văn hóa khác nhau trong văn hóa đại chúng, trong thần thoại và biểu tượng đặc biệt là ở châu Á và châu Phi nơi có sự hiện diện của chúng. Kể từ thời kỳ đồ đá, con voi đã được khắc họa bởi bức tranh khắc đá cổ trong hang động nghệ thuật. Theo thời gian, chúng được mô tả trong nghệ thuật trong các hình thức khác nhau, bao gồm cả hội họa, tác phẩm điêu khắc, âm nhạc, phim ảnh, và thậm chí cả kiến trúc.
Điểm chung của các nền văn hóa là sự mô tả đều có ý nghĩa yêu mến và tôn kính đối với voi, đặc biệt là trong tôn giáo nhất là ở các vùng Ấn Độ va Đông Nam Á. Voi còn được biết đến với sức mạnh của chúng trong chiến tranh và cũng là con vật gắn liền với sinh hoạt hàng ngày của dân cư bản địa, một số còn sử dụng trong việc hành hình (voi giày). Voi từng là đối tượng bị săn bắt lấy ngà của thực dân phương Tây.

## Tổng quan
Voi đã thuần hóa là con vật nuôi có ích và rất thân thiện với con người. Từ hàng nghìn năm nay, những con voi đã được thuần hóa để làm những công việc như kéo gỗ, kéo cày, kéo cây và để biểu diễn trong các lễ hội. Voi là động vật thông minh nên có thể học và ghi nhớ rất nhanh các kỹ năng đơn giản. Người dân vùng Đông Á thường dùng voi để kéo các cây gỗ lớn mà xe ủi hoặc xe kéo không làm được. Người châu Á cũng dùng voi để làm loài vật chiến đấu (voi trận) như Ấn Độ, Việt Nam, Thái Lan, Campuchia...... Người Việt từ lâu đã biết sử dụng voi phục vụ cho đời sống, đặc biệt là trong việc quân sự. Từ người Việt, Chăm, Khơme cho đến các tộc người ở Tây Nguyên đều có nhiều huyền thoại, truyện cổ về loài voi.
Voi đóng vai trò quan trọng trong văn hóa của khu vực Nam Á và Đông Nam Á. Chúng xuất hiện trong các câu truyện thần thoại ở Jataka và Panchatantra. Trong tôn giáo, chúng có vai trò thiêng liêng và nhiều đền thờ có thờ các tượng voi. Trong đạo Hindu, đầu của thần Ganesha là một chiếc đầu voi. Chúng được trang điểm đẹp đẽ để sử dụng trong các đám rước lớn ở Kerala. Trước đây chúng cũng được sử dụng trong chiến tranh như những đội tượng binh ở Ấn Độ, Việt Nam v.v. Voi còn là biểu tượng quốc gia, là linh vật (quốc thú) của Lào (còn gọi là Vạn Tượng hay đất nước Triệu voi) là hình tượng nghệ thuật phổ biến và đặc trưng của hai quốc gia Lào và Thái Lan.
Voi trắng (còn gọi là voi bạch tạng) là một dạng voi hiếm, nhưng không phải là một loài riêng biệt. Đối với một số vương quốc ở Đông Nam Á như Thái Lan, Myanma, Lào, Campuchia, sở hữu một con voi trắng là điềm vương triều đang hùng mạnh, vương quốc thái bình thịnh vượng. Voi trắng có liên hệ với vũ trụ quan Hindu, núi Indra, vua của các vị thần Vedic là Ảiravata, là một con voi trắng. Voi trắng cũng có liên hệ phức tạp với vũ trụ quan Phật giáo, ngọn núi của Sakka (vị thần Phật giáo và người cai trị thiên đường Tavatimsa) là một con voi trắng ba đầu có tên Airavata. Voi bạch tạng có trong tự nhiên và thường có màu hơi nâu đỏ hay hồng. Trong văn hóa các nước nói tiếng Anh, voi trắng ám chỉ tài sản mà chi phí duy trì vượt quá giá trị mang lại. Quan niệm này xuất phát từ câu chuyện các vị vua Thái Lan tặng voi trắng cho các quan bị thất sủng. Món quà mang ý nghĩa tốt đẹp nhưng cũng là lời nguyền rủa vì người nhận phải chăm sóc một con vật rất tốn kém mà không được phép cho đi hay sử dụng vào việc gì.
Voi trắng đã được tôn kính trong nhiều thế kỷ ở các nước Đông Nam Á như Miến Điện, Thái Lan và Lào. Những con voi có màu sắc đặc biệt này được xem là dấu hiệu thiêng liêng của sự may mắn, bình an và sự giàu có trong Phật giáo Miến Điện, con voi trắng được giữ bởi những người đứng đầu và được coi là biểu tượng của quyền lực hoàng gia và sự thịnh vượng. Nhiều người ở Miến Điện vẫn tin rằng con voi trắng chỉ xuất hiện ở những nơi mà việc thực hành Phật giáo phát triển và nhà cầm quyền quản lý công bằng.
Voi chiến được sử dụng đầu tiên ở Ấn Độ, sau phép dùng voi chiến lan sang vùng Đông Nam Á và Trung Đông tới tận Địa Trung Hải. Ở phương Đông đến thế kỷ XIX khi súng đại bác xuất hiện thì voi chiến mới bị vô hiệu hóa. Loài voi từ đó chủ yếu chỉ dùng làm phương tiện chuyên chở, kéo gỗ v.v. Trong những bài tán trong kinh Vệ Đà thời văn minh Ấn Độ cổ đại có niên đại vào khoảng một ngàn đến hai ngàn năm TCN có nhắc đến voi dùng là phương tiện vận chuyển. Trong đó có chuyện về Indra và con voi thần màu trắng, Airavata. Tập truyện Mahabharata, có niên đại khoảng thế kỷ VIII TCN, và Ramayana (thế kỷ thứ IV TCN) cũng ghi rằng voi được con người nuôi và dùng làm con vật chuyên chở nhưng không ghi gì về tượng binh hoặc việc dùng voi trong chiến trận. Thời kỳ cổ đại, văn minh Ấn Độ đề cao giá trị của loài voi trong chiến tranh. Họ ví rằng "Quân đội mà không có tượng binh thật đáng coi thường, khác gì rừng không có sư tử, nước không có vua, hay lòng can đảm mà đánh bằng tay không".
Voi giày cũng là một hình phạt có từ hàng ngàn năm ở các quốc gia Nam Á và Đông Nam Á, đặc biệt tại Ấn Độ. Voi được sử dụng là voi châu Á được huấn luyện thuần thục. Hình phạt này áp dụng cho các tử tội, thường là phạm tội nặng với triều đình hoặc được sử dụng như một cách thức trả thù của vua đối với những người ủng hộ phe chống lại vua. Nạn nhân bị hành quyết thường bị voi dùng chân dẫm lên cơ thể, dùng vòi cuốn đưa lên cao và quật xuống đất. Người ta có thể điều khiển voi làm cho nạn nhân chết nhanh hoặc chết từ từ để hành hạ. Không chỉ có các nước châu Á áp dụng hình phạt này, La Mã và Carthage cũng áp dụng nó, nhưng là áp dụng cho việc xử tử đồng loạt một số đông tù nhân.

## Ấn Độ giáo
Trong văn hóa Ấn Độ giáo thì con voi là hình tượng phổ biến. Voi là biểu tượng của vật linh trong Ấn Độ giáo vì nó là vật cưỡi của thần Inđra hay còn gọi là Thần Sấm sét - Thần Chiến tranh hay Thần Hộ mệnh). Hình tượng voi trong kiến trúc được thể hiện rất phong phú, sinh động với nhiều tư thế khác nhau, mang ý nghĩa tôn giáo, voi thường được khắc tạc cùng với thần Inđra. Người Chăm ở Việt Nam, chịu ảnh hưởng của văn hóa Ấn Độ thường khắc tạc voi với nhiều loại hình như tượng, phù điêu, đất nung trang trí… Trong thánh ca tiếng Phạn của người Ấn Độ và khu vực Đông Nam Á, con voi là động vật duy nhất có tay, đây là biểu tượng của sự cho đi và nhận lại. Một nguyên nhân nữa khiến voi là biểu tượng của sự giàu có và may mắn là bởi chỉ các gia điình giàu có, quý tộc ở Ấn Độ xưa mới có voi. Voi chính là một biểu tượng của giai cấp, phân biệt giàu nghèo trong xã hội.

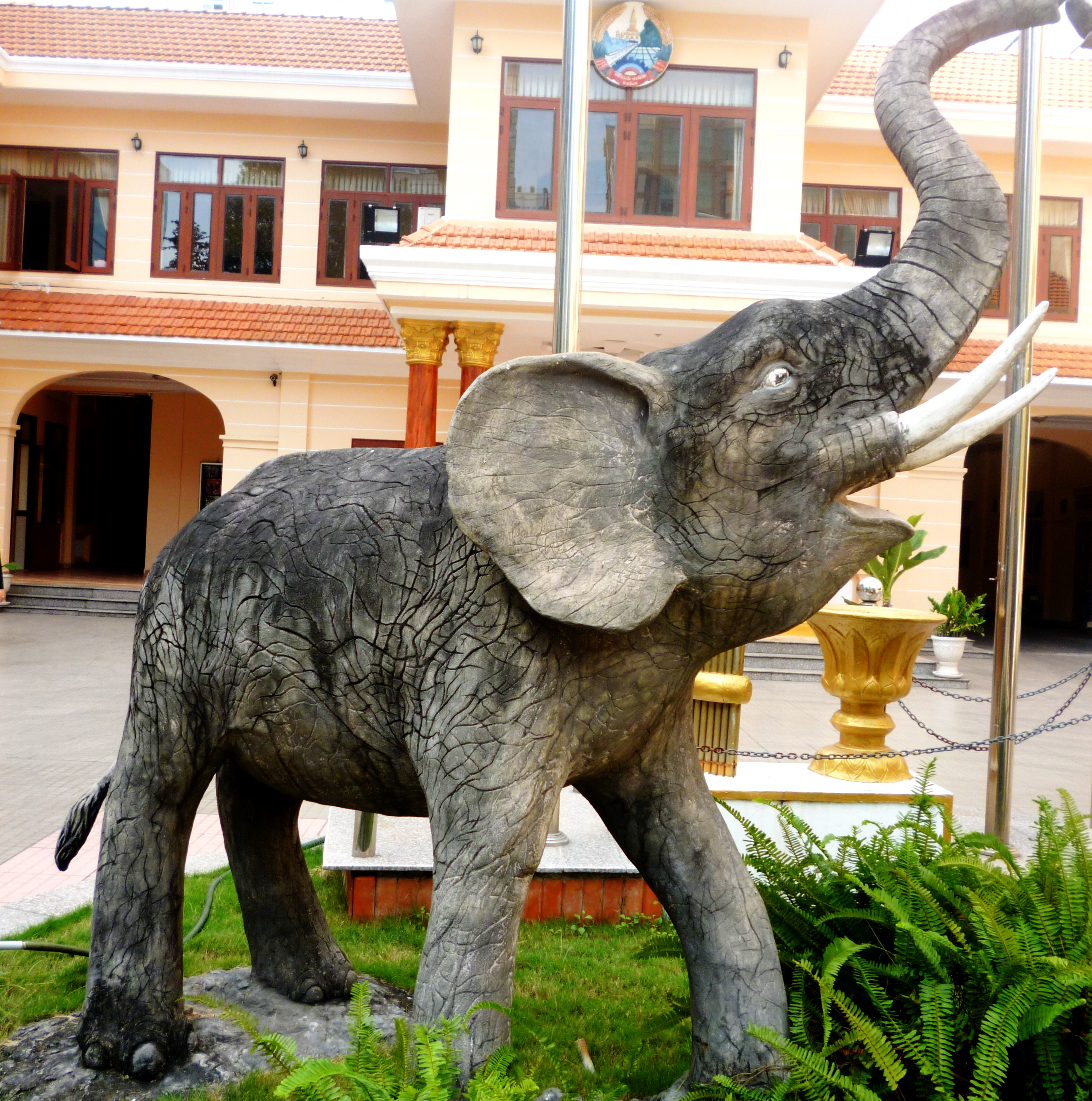
Tượng voi trong lãnh sự quán Lào, voi là biểu tượng quốc gia của Lào

Trong Ấn Độ giáo voi ở một dạng được thần thánh hóa có tên gọi là Ganesa vị thần đầu voi mình người được tôn sùng phổ biến trên nhiều lĩnh vực, có nhiều giai thoại về gốc tích của vị thần toàn năng này. Ganesa là vị thần tùy hành của thần Siva trên núi Kailasa, do thần Siva sáng tạo ra từ ngọn lửa thần trên trán của mình biến thành. Ganesa do Parvatti sáng tạo ra, do có sự cố nên cái đầu rụng mất, thần Visnu thương hại chắp cho một cái đầu voi, cho nên thần được thể hiện mình người đầu voi. Người ta coi Ganesa là vị phúc thần ban nhiều điều tốt lành, vì vậy vị thần này còn được nhân dân nhiều nơi ở các nước châu Á tôn thờ như Giava, Tây Tạng, Ấn Độ, Nhật Bản, Chăm… Hình tượng voi còn được thể hiện dưới hình dạng một vị thần khác với tên gọi là Gajasimha vị thần đầu voi mình sư tử. Đây là loài thú lưỡng hợp có sức mạnh vô song, kết hợp sức mạnh của sư tử (hóa thân của thần Visnu) và voi của thần Inđra.
Đặc tính chính của voi là sức mạnh và tính kiên định của nó. Vì vậy nó trở thành biểu tượng của sức mạnh vật lý và tâm thức, cũng như trách nhiệm và tính chân chất. Trong thần thoại Ấn Độ, chúng ta nghe nói về những con voi bay và voi Airavata là con voi trắng mà nó trở thành vật cỡi của Thần Indra và xuất hiện từ nơi khuấy biển sửa. Do đó voi trắng được xem là có sức mạnh đặc biệt có thể tạo nên mưa. Trong xã hội Ấn Độ, voi được xem như vật mang đến điều tốt lành và thịnh vượng. Các vị vua sở hữu chúng và sử dụng chúng trong chiến tranh. Trong nghệ thuật tranh tượng Ấn giáo, vị thần đầu voi Gangpati hay Ganesh. Ở khía cạnh khác, tượng trưng cho phương diện thế tục của sức mạnh ấy, voi bị những vị thần khác như Mahakala, Vajra Bhairava dẫm lên trên.

## Phật giáo
Trong Phật giáo, voi là một biểu tượng của sức mạnh tâm thức. Vào khởi đầu của việc tu tập, tâm thức chưa được kiểm soát được tượng trưng bằng một con voi xám có thể chạy hoang bất cứ lúc nào và phá huỷ mọi thứ trên đường. Sau khi thực hành pháp và tu tập, tâm bây giờ đã được kiểm soát, lại được tượng trưng bằng một con voi trắng mạnh mẽ và hùng dũng, có thể đi đến bất cứ nơi đâu nó muốn và huỷ diệt tất cả những chướng ngại ở trên đường. Voi trắng sáu ngà còn là vật cưỡi của Phổ Hiền bồ tát (Samantabhadra) tượng trưng cho trí tuệ chiến thắng sáu giác quan. Vì voi là con vật khôn nhất trong các loài thú nên theo truyền thuyết, Phật Thích Ca khi nhập vào trong bụng mẫu hậu Sirimahamaya qua hình dáng một con bạch tượng, ám chỉ ngài là một bậc hiền giả giáng sinh.
Phật Thích Ca Mâu Ni trong những tiền kiếp của mình đã sinh làm voi. Và vào kiếp sau cùng của mình, từ cõi trời Đâu Suất, đã nhập vào thai tạng của mẹ mình trong hình thức một con voi trắng. Trong nghi lễ cúng mandala (Mạn Đà La), người ta dâng lên Đức Phật con voi quý, với sức mạnh của một ngàn con voi và nó có thể đi vòng quanh vũ trụ ba lần một ngày. Ngà của voi cũng là một trong bảy biểu tượng của vua chúa. Voi là phương tiện đi lại của A Súc Bệ Phật (Aksobhya) và nữ thần Balabadra. Voi cũng xuất hiện như một kẻ canh gác các ngôi đền và cả bảo vệ Đức Phật.
Con voi cũng là loài vật gắn bó với nhiều ngôi chùa ở Việt Nam, Thái Lan, Lào, Campuchia...Tượng voi và phù điêu voi có mặt hầu hết ở các ngôi chùa của người Khơme ở Nam Bộ. Chùa của người Việt từ Bắc, Trung, Nam đều có hình ảnh của con voi. Các chùa chiền ở Việt Nam và Đông Nam Á đều có tượng voi trang trí làm đẹp cho cảnh quan của mỗi ngôi chùa. Trong chùa voi thường được bố trí chầu ở sân, tiền sảnh, hay cổng chùa, voi đặt ở chính điện để thọ tôn kính. Ở Thái Lan, hình tượng con voi tượng trưng cho đất. Tranh màu trên tượng còn được vẽ với quy mô lớn miêu tả cảnh đức Phật thuyết pháp, cảnh niết bàn hay thể hiện cảnh sinh hoạt của con người, phật tử với hình ảnh của con voi. Voi xuất hiện nhiều không những vì mục đích làm đẹp, trang trí cảnh quan mà còn gắn với Phật tích.

## Ở Việt Nam

### Tây Nguyên
Voi đã trở thành người bạn thân thiết biểu tượng của sự giàu sang sung túc, là bản sắc văn hoá độc đáo của đồng bào các dân tộc bản địa Tây Nguyên, voi là hiện thân của sức mạnh và sự giàu có của các vị tù trưởng xưa. Ở đây người ta quan niệm rằng con voi là động vật đứng đầu trong các loài thú rừng. Từ trước đến nay chỉ có một loài vật tượng trưng cho quyền uy, sức mạnh vật chất và tinh thần của mỗi dân tộc, mỗi buôn làng hay mọi người, đó là loài voi.
Con voi đã đi vào đời sống và trở thành biểu tượng văn hoá của cao nguyên Đắc Lắc. Hình tượng con voi cũng đi vào sử thi, thần thoại như chuyện về thần Nguăch, chuyện voi bảy ngà, voi biết bay, sự tích con voi, nàng ngà voi, lấy chồng voi... Người dân ở Tây Nguyên trong tạo hình và kiến trúc dân gian con voi được chạm khắc trên xà nhà, cầu thang, đồ trang sức, công cụ lao động, trên thổ cẩm và cả trên nhà mồ. Ngà voi là thứ trang sức quý giá của các cô gái Tây Nguyên. Hình tượng con voi cũng đi vào các lễ hội, như lễ hội cúng bến nước, cúng sức khoẻ, ăn trâu hiến thần, mừng mùa hàng năm của cộng đồng. Hình tượng con voi được ghi trong trống đồng Tây Nguyên, trên cột lớn nhà dài hay tượng nhà mồ của các gia đình có thế lực.
Voi trong đời sống của các cộng đồng dân tộc dẫn rõ rằng không được đánh đập, nhục mạ voi. Khi voi mệt mỏi, ốm đau phải được chăm sóc, nghỉ ngơi và không được bóc lột sức lao động của voi quá mức. Phải ứng xử với voi như một thành viên trong cộng đồng… Người đồng bào M'Nông đã đưa vào Luật tục bảo vệ voi cho cộng đồng buôn làng, nó hình như cũng là tiếng nói chung cho cộng đồng trên cao Nguyên. Người dân Tây Nguyên khi vào mùa đều tổ chức các lễ hội đua voi, để vào mùa mới. Các dân tộc M'Nông, Êđê, Gia Rai. Lễ hội đua voi ngày nay cũng đã tổ chức khá ít, vì nhiều nguyên nhân như: Không gian vui chơi, lượng voi ít, quản tượng chạy theo thị trường. Thợ săn voi không có nghề, các chàng trai săn voi Buôn Đôn giờ ngồi trên lưng voi bị xích, chỉ huy nó đi một trăm mét tới, quay lại, đi một trăm mét về chỗ cũ.

### Người Việt

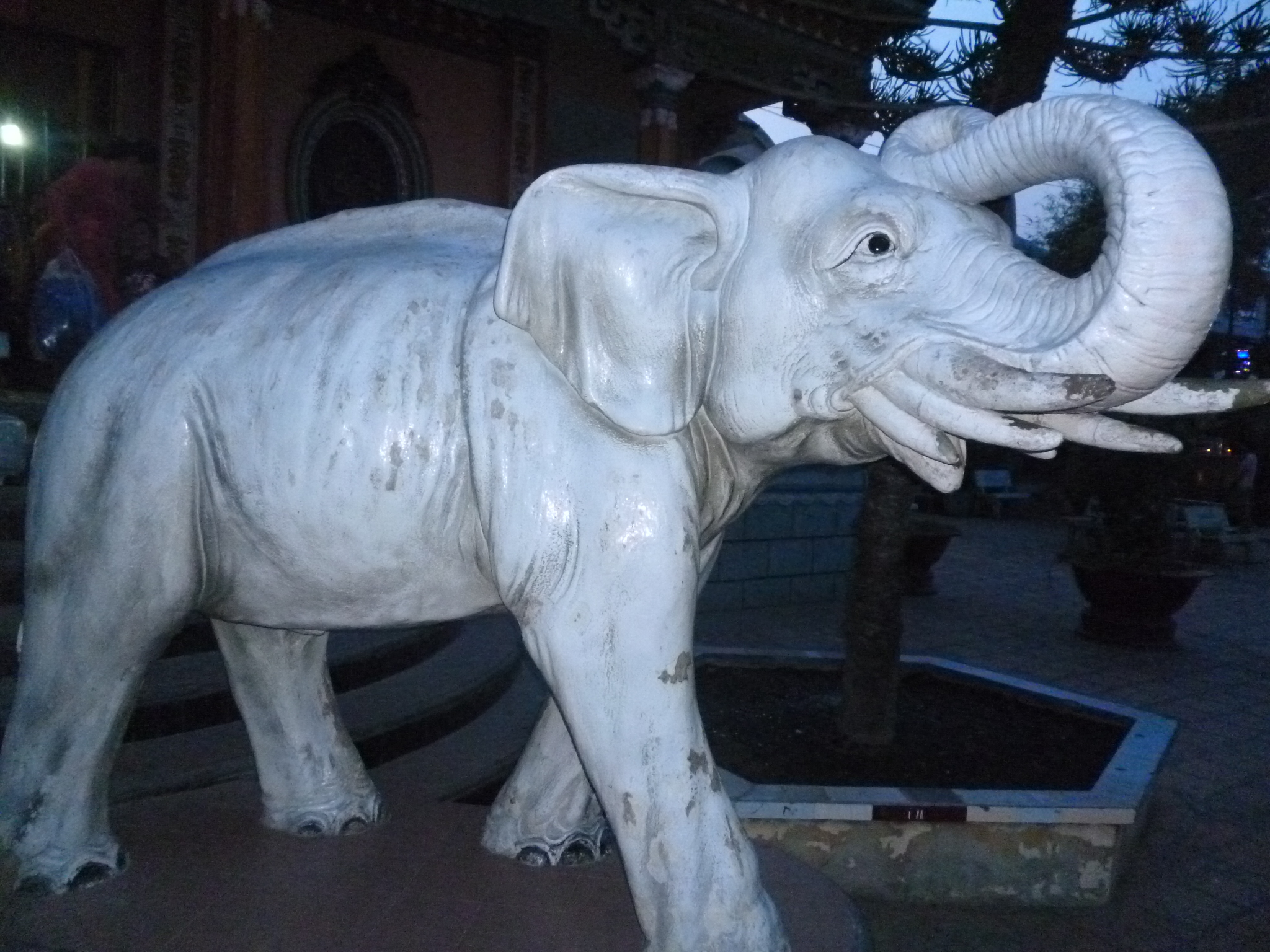
Tượng về voi chín ngà trong truyền thuyết ở An Giang

Trong truyền thuyết đầu tiên của người Việt có nhắc đến Voi chín ngà, là sính lễ mà Vua Hùng bắt buộc khi Sơn Tinh và Thủy Tinh cầu hôn Mị Nương. Sử sách nhắc đến voi và thuần dưỡng voi là từ thời Hai Bà Trưng chống quân Hán và bà Triệu, họ đã dùng voi vào trong chiến trường đánh quân Ngô (con voi trắng một ngà). Voi được các triều đại phong kiến Việt Nam sử dụng rất nhiều vào trong quân sự lẫn dân sự, voi nhà và voi rừng chiếm tỉ lệ nhiều. Đến thời Quang Trung voi là một trong những chiến binh cừ khôi nhất, giúp nhà vua đánh Chúa Trịnh dẹp Chúa Nguyễn, đánh ngoại bang quân Thanh, quân Xiêm.
Voi là loài thú được nghệ thuật Việt thể hiện đậm nét và lâu dài, được nghệ thuật tạo hình Việt đặc biệt lưu tâm. Trong từ văn hóa Đông Sơn, cách đây trên dưới hai nghìn năm, người ta đã tìm thấy những con voi trong di chỉ Làng Vạc (Nghệ An) làm đế cho một cây đèn nhiều đĩa, nhiều tầng, voi còn thể hiện trên trống đồng Đông Sơn, trên chiếc dao găm đồng, trên đốc là một tượng voi, ở huyện Đại Lộc (Quảng Nam). Voi còn xuất hiện dưới dạng đồ họa. Những chiếc thạp hoa nâu vẽ chiến binh cưỡi voi và ngựa xông pha trận mạc trong văn hóa thời Lý - Trần, Thời Lê sơ và Lê Trung Hưng, voi xuất hiện nhiều hơn trên gốm, đồng, đá.

## Văn hóa đại chúng
Voi còn được miêu tả đến trong văn hóa đại chúng qua hình tượng chú voi biết bay Dumbo, là một phim hoạt hình sản xuất bởi Disney dựa vào truyện cùng tên của Helen Aberson và Harold Perl.
Voi còn là linh vật trong kỳ Seagame 2009 tại Lào, Một cặp voi trắng. Hai con voi trắng mặc trang phục truyền thống của Lào. Con voi đực được đặt tên con voi Champa và con voi cái có tên Champi. Hai con voi trắng tượng trưng Lào như nó được gọi là vương quốc Lan Xang trong thời cổ đại, trong đó có nghĩa là "vương quốc triệu voi". Các linh vật được mô tả như đang vui vẻ, là một phần quan trọng trong việc thi đấu thể thao. Tại Đại hội thể thao châu Á năm 2005 tại Thái Lan có Chú voi xanh tên Hey và vàng tên Há là linh vật, cả hai là đại diện cho sự náo nhiệt, vui tươi và thư thái, do đó phản ánh bản chất tốt đẹp của AIGs 1.

## Trong thành ngữ
Voi cũng được nhắc đến trong thành ngữ, ca dao, tục ngữ ở Việt Nam, cụ thể như:
- Mười voi không bằng bát nước xáo: Chỉ những người huênh hoang khoác lác nhưng chẳng có thực chất
- Tránh voi chẳng xấu mặt nào: Chỉ cách ứng phó, đối nhân xử thế, không chấp nhất
- Thầy bói xem voi: Chỉ cách nhìn nhận, xem xét, đánh giá một điều gì đó một cách phiến diện, không đến nơi đến chốn
- Được voi đòi tiên: Chỉ sự tham lam, đòi hỏi quá đáng
- Voi giày ngựa xé: Liên tưởng đến một hình phạt tàn khốc
- Đầu voi đuôi chuột: Chỉ về sự việc làm không đến nơi, đến chốn, mang tính khoa trương
- Nhất điểu, nhì ngư, tam xà, tứ tượng: nghĩa là sự quý giá, ý nghĩa tinh thần và sức mạnh của các con vật tiêu biểu được xếp theo thứ tự trên
- Khỏe như voi